# Maximilian Göppel
Maximilian Göppel (* 31. August 1997 in Vaduz) ist ein momentan pausierender liechtensteinischer Fussballspieler.

## Karriere

### Vereine
Göppel begann seine Karriere in den Jugendauswahlen des liechtensteinischen Fussballverbandes und ab 2010 beim FC Schaan. In der Winterpause der Saison 2014/15 wechselte er zum FC Balzers in die 1. Liga, wo er am 15. Spieltag gegen die U21 des FC Winterthur sein Debüt gab. Zur Saison 2016/17 schloss er sich dem in der höchsten Schweizer Spielklasse spielenden FC Vaduz an. Seit Anfang 2021 stand er beim USV Eschen-Mauren unter Vertrag, gab aber schon im folgenden November bekannt seine Karriere auf unbestimmte Zeit pausieren lassen zu wollen. Den Aussenverteidiger zieht es beruflich nach London.

### Nationalmannschaft
Göppel debütierte am 6. Juni 2016 bei der 0:4-Niederlage gegen Island in der liechtensteinischen A-Nationalmannschaft. Bis zu seiner Karrierepause im November 2021 absolvierte er 48 Partien und konnte dabei zwei Treffer erzielen.

## Erfolge
- Liechtensteiner Pokalsieger: 2017, 2018, 2019